# Sváva

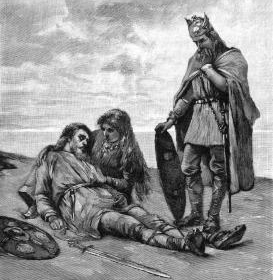
Helgi, Sváva y Heðinn. Ilustración de Fredrik Sander en la edición sueca de 1893 de la Edda poética.

En la mitología nórdica, Sváva o Sváfa era una valquiria, hija del rey Eylimi. Debido a ello era probablemente también la tía materna de Sigurd, el asesino del dragón, aunque esto no se menciona explícitamente en Helgakvida Hjörvardssonar, donde aparece la historia de Sváva.
Su nombre significa "suevos", y puede que no sea coincidencia que el rey Sváfnir y el reino Svávaland también aparezcan en este poema (también mencionados en la Thidrekssaga), aunque ellos nunca han sido relacionados directamente con ella.
El rey noruego Hjörvarðr y Sigrlinn de Svávaland tenían un hijo que era un hombre silencioso y a quien ningún nombre se le podía dar. Cuando este hombre silencioso ya había crecido y se encontraba sentado en una colina, vio montadas a caballo a nueve valquirias de las cuales Sváva era la más hermosa.
Sváva lo llamó Helgi y le preguntó si quería un regalo con su nombre (algo que se acostumbraba), pero Helgi no deseaba nada más que a ella. Entonces le informó de la localización de una gran espada grabada con serpientes y runas mágicas. Sváva había dado a Helgi su nombre y durante sus batallas, ella siempre estaría allí para él, protegiéndolo del peligro.
Después de ganar fama en la batalla, Helgi fue a visitar al rey Eylimi y le pidió la mano de su hija. El rey Eylimi consintió y así Helgi y Sváva intercambiaron sus votos. Aunque se casaron, ella permanecía con su padre y Helgi en las batallas.
Álfr, el hijo del rey Hróðmar deseó vengarse de su padre y desafió a Helgi a un holmgang (un tipo de duelo) en Sigarsvoll. Durante el holmgang con Álfr, Helgi recibió una herida mortal debido a la maldición de una mujer trol y Álfr ganó la contienda. Helgi entonces envió a su compañero Sigarr al rey Eylimi para traer a Sváva para encontrarse con ella antes de morir.
En su lecho de muerte, Helgi pidió a Sváva que se casara con su hermano Heðinn. Este último le pidió Sváva que lo besara, porque ella no lo volvería a ver de nuevo hasta que hubiera vengado la muerte de Helgi.
Ambos, Helgi y Sváva renacerían como Helgi Hundingsbane y Sigrún en Helgakvida Hundingsbana I y Helgakvida Hundingsbana II y así continuarían con sus aventuras.